# Vlag van Liemeer

Vlag van de gemeente Liemeer
(1994-2007)

De vlag van Liemeer is op 11 januari 1994 bij raadsbesluit vastgesteld als de gemeentevlag van de Zuid-Hollandse gemeente Liemeer. De vlag zou als volgt kunnen worden omschreven:
Gekwartileerd van rood en geel rond een punt op de halve vlaghoogte en een lengte van 1/3 van de vlaglengte; met aan de broekzijde op het rood een achtpuntige ster van wit en op het geel een dubbele adelaarskop van rood.
De kleuren van de vlag en de stukken zijn ontleend aan het gemeentewapen, waarbij de ster oorspronkelijk is ontleend aan het familiewapen van het geslacht Van Kralingen. De vlag is een ontwerp van G.J.M. Pieterse.
Liemeer is in 1991 ontstaan door samenvoeging van Nieuwveen en Zevenhoven, en voerde tot 1994 de naam Nieuwveen. Op 1 januari 2007 werd Liemeer samengevoegd met Ter Aar en Nieuwkoop tot een nieuwe gemeente Nieuwkoop. De vlag kwam daardoor als gemeentevlag te vervallen. De symbolen en de kleuren geel en rood keerden terug in de vlag van Nieuwkoop.

## Verwante afbeeldingen

Het wapen van Liemeer
Het wapen van Nieuwveen
Het wapen van Zevenhoven
De vlag van Nieuwveen
De vlag van Zevenhoven
De vlag van Nieuwkoop

Alkemade 
· Ameide 
· Ammerstol 
· Arkel 
· Asperen 
· Benthuizen 
· Bergambacht 
· Bergschenhoek 
· Berkel en Rodenrijs 
· Bernisse 
· Binnenmaas 
· Bleiswijk 
· Bleskensgraaf en Hofwegen
· Bodegraven 
· Boskoop
· Brielle 
· Cromstrijen 
· De Lier 
· Delfshaven 
· Dirksland 
· Everdingen 
· Geervliet 
· Giessenburg 
· Giessenlanden
· Goedereede 
· Goudswaard 
· Graafstroom 
· 's-Gravendeel 
· 's-Gravenzande 
· Groot-Ammers
· Hagestein 
· Haastrecht 
· Hazerswoude 
· Heenvliet 
· Heerjansdam 
· Hei- en Boeicop
· Heinenoord
· Hellevoetsluis 
· Hillegersberg
· Jacobswoude
· Kamerik
· Korendijk
· Koudekerk aan den Rijn
· Krimpen aan de Lek
· Langerak
· Leerdam
· Leidschendam
· Leimuiden
· Lexmond
· Liemeer
· Liesveld
· Maasland
· Middelharnis
· Mijnsheerenland
· Moerhuizen
· Moerkapelle
· Molenwaard
· Monster
· Moordrecht
· Naaldwijk
· Nederlek
· Nieuw-Beijerland
· Nieuwerkerk aan den IJssel
· Nieuw-Lekkerland
· Nieuwpoort
· Nieuwveen
· Noordwijkerhout
· Nootdorp
· Numansdorp
· Oostflakkee
· Oostvoorne
· Oud-Alblas
· Oud-Beijerland 
· Oude-Tonge 
· Oudenhoorn 
· Ouderkerk 
· Ouderkerk aan den IJssel
· Overschie
· Piershil 
· Pijnacker 
· Poortugaal 
· Puttershoek 
· Reeuwijk 
· Rhoon 
· Rijnsaterwoude 
· Rijnsburg 
· Rijnwoude 
· Rockanje 
· Rozenburg 
· Sassenheim 
· Schelluinen 
· Schipluiden 
· Schoonhoven 
· Schoonrewoerd 
· Sommelsdijk 
· Spijkenisse 
· Streefkerk 
· Strijen 
· Ter Aar 
· Valkenburg 
· Vianen 
· Vierpolders 
· Vlist 
· Voorburg 
· Voorhout 
· Warmond 
· Wateringen 
· Westmaas 
· Westvoorne 
· Woerden 
· Woubrugge 
· Zederik 
· Zevenhoven 
· Zevenhuizen 
· Zevenhuizen-Moerkapelle 
· Zuid-Beijerland 
· Zuidland 
· Zwammerdam 
· Zwartewaal